# Carl Mönckeberg (Jurist)
Carl Adolf Mönckeberg (* 11. Oktober 1873 in Hamburg; † 30. Januar 1939 ebenda) war ein deutscher Jurist, Redakteur, Bühnenautor, Schriftsteller, Publizist und Kommunalpolitiker. Er war der Enkel des Theologen und Pastors der Hamburgischen Hauptkirche St. Nikolai, Carl Mönckeberg (1807–1886) und der Sohn des Hamburgischen Ersten Bürgermeisters Johann Georg Mönckeberg (1839–1908). Gemeinsam mit seinem Schwager, dem Literaturhistoriker André Jolles (1874–1946), nutzte er das Kollektivpseudonym Karl Andres.

## Familie
Er war das vierte Kind des Johann Georg Mönckeberg (1839–1908) und dessen Ehefrau Elise Mathilde (1846–1923), geborene Borberg, adoptierte Tesdorpf. Er hatte drei Brüder und fünf Schwestern, den Pathologen Johann Georg Mönckeberg (1877–1925), den zweifach promovierten Juristen (jur. et. phil.) Adolph Mönckeberg (1881–1914), den Juristen Franz Theodor Mönckeberg (1886–1960), die mit Johannes Semler verheiratete Susanne (1868–1959), geborene Mönckeberg, die mit dem Hamburger Kaufmann und Fabrikdirektor (Dynamit-A.G., vormals Alfred Nobel & Co.) Richard Edmund Berckemeyer (* 1867) verheiratete Therese Maria (1870–1921), geborene Mönckeberg, die mit dem Hamburger Rechtsanwalt Friedrich Christian Sieveking (1867–1917) verheiratete Olga Luise (* 1871), geborene Mönckeberg, die mit dem Major Wolfgang Fritz Carl Otto Freiherr von Ledebur (1869–1943) verheiratete Therese (1875–1968), geborene Mönckeberg, und die mit André Jolles verheiratete Mathilde (1879–1958), in zweiter Ehe: Wolff, geborene Mönckeberg.
Carl Adolf Mönckeberg heiratete am 5. April 1903 Edith Rose Mathilde Charlotte (1877–1949), geborene Sander. Diese war Tochter des Kaufmanns Johann Friedrich Albrecht Sander (1830–1899) aus Tostedt. Aus der Ehe gingen zwei Kinder hervor, Sander Ivan Jürgen (* 19. Januar 1904) und Suse Renate (* 30. August 1906).

## Schule und Studium
Carl Mönckeberg besuchte das Wilhelm-Gymnasium in Hamburg, wo er zu Ostern 1892 das Reifezeugnis erhielt. Anschließend leistete er Militärdienst als Einjährig-Freiwilliger. Danach studierte er Rechtswissenschaften in Freiburg, München, Leipzig und Göttingen. Im Januar 1896 bestand er in Celle das erste juristische Staatsexamen und arbeitete danach als Referendar in Hamburg und in Ritzebüttel. Im Herbst 1896 begann er ein weiteres Studium der Philosophie, Nationalökonomie und Physiologie an der Universität Straßburg, das er bis ins Jahr 1900 fortsetzte.

## Berufliche Entwicklung

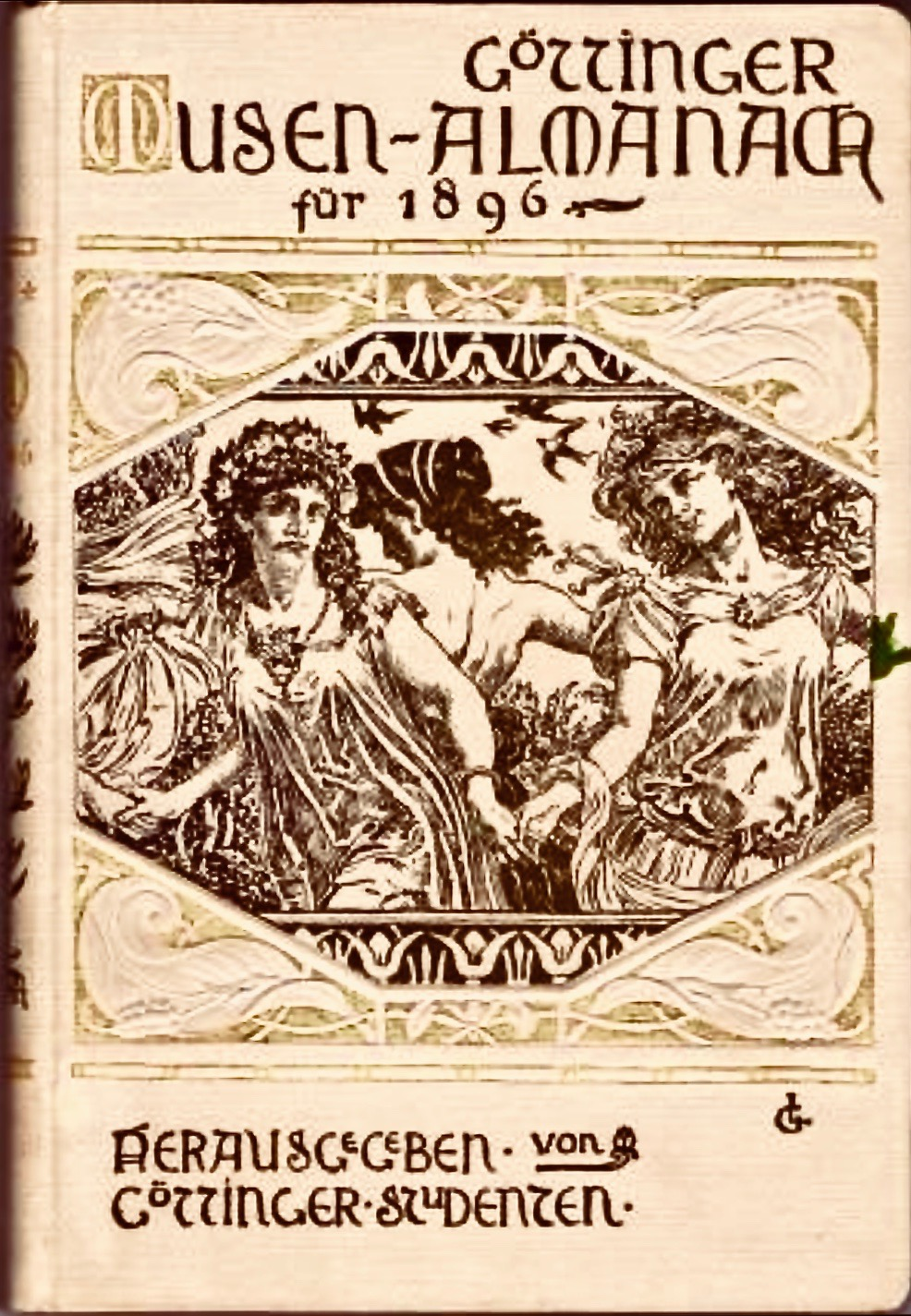
Göttinger Musen-Almanach für 1896

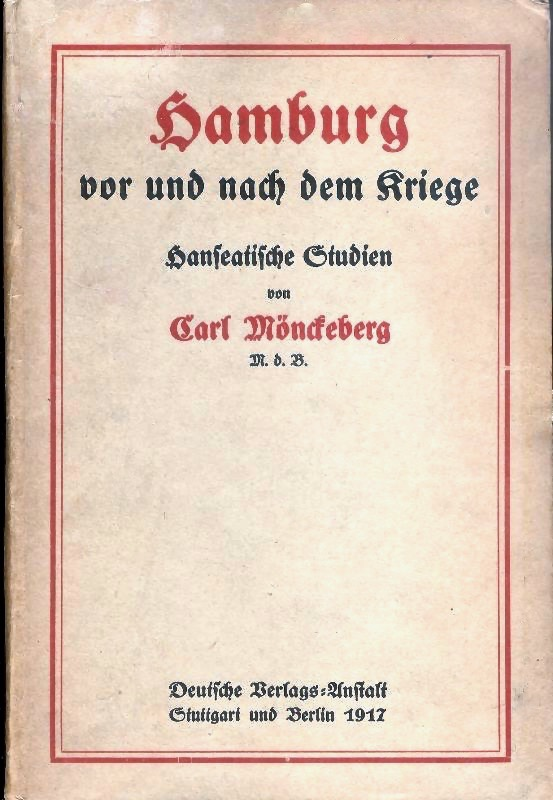
Hamburg vor und nach dem Kriege. Hanseatische Studien von Carl Mönckeberg, M.d.B., erschienen 1917

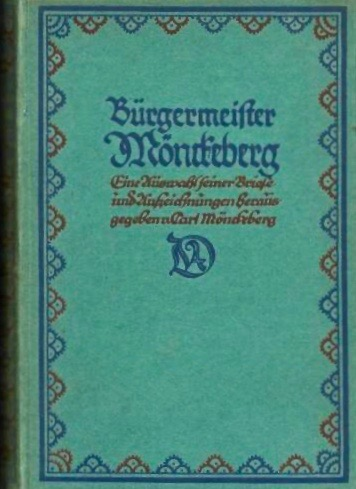
Bürgermeister Mönckeberg. Eine Auswahl seiner Briefe und Aufzeichnungen, herausgegeben von Carl Mönckeberg, erschienen 1918

Bereits als Schüler interessierte er sich für die schönen Künste. Er dichtete und schrieb Liedertexte, die zur Aufführung gelangten. Als Student veröffentlichte er neben Kuno Graf von Hardenberg, Engelbert von Kerkering, Levin Ludwig Schücking, Paul Viertel und Bernard Wieman ab 1896 in dem zunächst von Karl von Arnswaldt und dann von Börries von Münchhausen redigierten akademisch-literarischen Göttinger Musen-Almanach, dessen Titel an den gleichnamigen berühmten Vorläufer des Göttinger Hainbundes erinnern sollte. 1906 und 1907 verfasste er mit seinem Schwager André Jolles unter dem Kollektivpseudonym Karl Andres auch deutschsprachige Bühnenstücke. Zusammen mit André Jolles gründete er einen Theaterverein.
Zum gemeinsamen Herrenfrühstück empfing er beispielsweise einen Kreis mit dem Juristen George Heinrich Embden, dem Schriftsteller Gustav Falke, dem Maler und Grafiker Arthur Illies, dem Schriftsteller Detlev von Liliencron und weiteren.
Ab 1. Oktober 1900 bis Juni 1902 war er neben dem Verleger Alfred Janssen (1865–1935) und Siegfried Heckscher Mitherausgeber der Wochenschrift Der Lotse, einer Hamburgischen Wochenschrift für deutsche Kultur. Wie Carl Mönckeberg in der Erstausgabe ankündigte, würden „im Lotsen sämtliche großen Probleme der Gegenwart, wie sie in Kunst, Wissenschaft, Erziehung, Politik und Volkswirtschaft vor uns auftauchen, so tief und gerecht wie möglich behandelt werden. Besonders helles Licht wird dabei natürlich auf die Gegenstände fallen, die von Hamburg, als der Stadt des Handels und der Seeinteressen, genauer als von andern deutschen Plätzen aus beobachtet werden können. […] Auf hamburgische Zustände wird er sich deshalb mit herzlicher Vorliebe einlassen, aber auch mit der ganzen Strenge, wie sie ein heimatlicher Ehrgeiz gegen die eigenen Leistungen kehrt. Diese unverblendete Gewissenhaftigkeit ist um so notwendiger, als man im Reiche heutzutage die Blicke mit großen Erwartungen auf Hamburg richtet und seinen kulturellen Fähigkeiten ein Vertrauen schenkt, das eigentlich erst durch Thaten verdient werden muß.“ In der Wochenschrift wurden u. a. Beiträge von Lou Andreas-Salomé, Hans Bethge, Max Dessoir, Otto Ernst, Gustav Falke, Wilhelm Foerster, Alfred Lichtwark, Detlev von Liliencron, Börries von Münchhausen, Friedrich Naumann, Rainer Maria Rilke, Hugo Salus, Paul Scheerbart, Wilhelm von Scholz, Heinrich Spiero, Paul Wertheimer und Karl Woermann veröffentlicht.
Ab 1904 war er als Assessor bei der Hamburgischen Finanzdeputation tätig. Zwischen 1906 und 1909 gehörte er dem Rat bei der Steuerdeputation zu Hamburg an, von 1910 bis 1920 war er Mitglied der Hamburgischen Bürgerschaft. Dort gehörte er der Deutschen Demokratischen Partei (DDP) und der links-liberalen Fraktion der Vereinigten Liberalen an und war Mitglied der Demokratischen Mission.
Als Redakteur wurde er 1911 für die zwischen 1896 und 1922 publizierte Neue Hamburger Zeitung tätig.
Im Ersten Weltkrieg war er an beiden Fronten im Rang eines Leutnants der Reserve als Ordonnanzoffizier eingesetzt, u. a. in der Südarmee und danach in der Bugarmee im Stab des Armeeoberkommandos von General Alexander von Linsingen auf dem Balkan und in den Karpaten. 1916 wurde ihm das Hanseatenkreuz verliehen.
Ab 1918 war er Geschäftsleiter des Hamburger Ausschusses für Siedlungswesen. Als Assessor wurde er ab 1920 in der Bürgerschaftskanzlei der Hamburgischen Justizverwaltung tätig und wirkte dort bis 1933 als Syndikus der Hamburgischen Bürgerschaft.
In deutschen Archiven sind Teile seiner Korrespondenz mit Gertrud Bäumer, Adolph von Elm, Richard Grimm, Maximilian Harden, Ernst Hardt, Walter Harlan, Gerhart Hauptmann, Harry Graf Kessler, Wolfgang Kirchbach, Anton Kippenberg, Albert Köster, Detlev von Liliencron, Börries von Münchhausen, Wilhelm von Scholz, Arthur Schnitzler, Rudolf Schwander, Auguste Speckter (1824–1899), Friedrich Spielhagen, Karl Wolfskehl, Stefan George, Elsa Laura von Wolzogen und Ernst von Wolzogen erhalten.
Carl Adolph Mönckeberg verstarb im Alter von 65 Jahren und wurde im Familiengrab auf dem Ohlsdorfer Friedhof in Hamburg beigesetzt.

## Werke (Auszug)
- Wilhelm-Gymnasium 1887/1888 – Carl Mönckeberg, gen. Mönch von Karlsberg, 1887–1888, Gedichte, Hamburg 1888.[28]
- Lieder und Chöre. Sammelband. 16 An die Abiturienten. Melodie aus dem Chor (Partitur, Text Carl Mönckeberg). (Hs. vervielfältigte Notenblätter aus dem Besitz des Wilhelm-Gymnasiums in Hamburg). Hamburg, ca. 1890 OCLC 246279574
- Das Menschenherz ist dunkel. In: Deutsche Dichtung, Nr. 10 (1891), S. 189.
- Erste Liebe. In: Deutsche Dichtung, Nr. 10 (1891), S. 93–94.
- Geduld!. In: Deutsche Dichtung, Nr. 16 (1894), S. 65.
- Verliebte Wirtschaft. Scherzspiel. In: Deutsche Dichtung, Nr. 16 (1894), S. 161–164.
- Liebe ohne Worte. In: Deutsche Dichtung, Nr. 19 (1895/96), S. 52.
- Illusionen. Drama in fünf Aufzügen. Alfred Janssen, Leipzig 1895. OCLC 72623610
- Hans im Glück. Lustspiel. In: Göttinger Musen-Almanach für 1896, S. 19–50.
- Sei ruhig! In: Deutsche Dichtung , Nr. 20 (1896), S. 119.
- Pierrot im Ballsaal. In: Göttinger Musen-Almanach für 1896, S. 87–89.
- Pierrots Interview. In: Göttinger Musen-Almanach für 1896, S. 139–141.
- Scherzo. Prosa. In: Pan, Wochenschrift, Nr. 2 (1896/97), S. 291.
- Riesenspielzeug. Drama und Verse. Alfred Janssen, Leipzig 1897. OCLC 247047833
- Mittlere Größe. Komödie. In: Göttinger Musen-Almanach für 1898, S. 113–178.
- Morgenritt. Gedicht. In: Göttinger Musen-Almanach für 1898, S. 239–240.
- Sei ruhig! In: Göttinger Musen-Almanach für 1898, S. 13–14.
- Zur Erinnerung an Carl Mönckeberg, Doktor der Theologie und Pastor zu St. Nicolai 1807–1886. Hamburg 1898. OCLC 248123964
- mit Arthur Illies und Johann Georg Mönckeberg: 1876–1901 Hamburgischer Lorbeerkranz, dargereicht zu Ehren seiner 25-jährigen Senatorschaft dem Bürgermeister Dr. Johann Georg Mönckeberg am 3. Juli MCMI. Die drei kleinen Dramen dieser Festschrift sind am 3. Juli 1901 von den nächsten Angehörigen des Jubilars aufgeführt worden. Der Text ist von Carl Mönckeberg, der künstlerische Buchschmuck von Karl Illies. Es sind 700 Exemplare hergestellt worden. Verlag und Druckerei A.-G., Hamburg 1901. OCLC 1006036984
- Dat lütte Rümeken. Phönix, Hamburg 1901.
- nach Jacob Grimm: Das Märchen von der goldenen Gans. Hochzeitsspiel in fünf Akten. Verlags-Anstalt und Druckerei A.-G., Hamburg 1904. (Dem Hochzeitspaare Albrecht Sander und Jane, geb. Herbst, in Liebe gewidmet von Carl Mönckeberg. Aufgeführt am 1. September 1904 im Uhlenhorster Fährhause) OCLC 727920868
- mit André Jolles: Vielliebchen. Schwank in Versen von Karl Andres. Alfred Janssen, Hamburg 1906. (Uraufführung am 3. Februar 1906 im Thalia Theater, Hamburg) OCLC 251011874
- mit André Jolles: Alkestis Antikes Märchen in 3 Aufzügen von Karl Andres. Alfred Janssen, Hamburg 1907. OCLC 251011845
- mit dem Schauspieler und Theaterintendanten und Hauptmann Kurt Pehlemann (1878–1941): Bei Süd- und Bug-Armee, 1915. Kriegsberichte von Offizieren des A.O.K. Linsingen. Deutsche Verlagsanstalt, Stuttgart und Berlin 1917. OCLC 21782130
- Deutsche Truppen an der Düna, Herbst 1916. Deutsche Verlagsanstalt, Stuttgart und Berlin 1917. OCLC 185162368
- Unter Linsingen in den Karpathen. Deutsche Verlagsanstalt, Stuttgart und Berlin 1917. OCLC 886515808
- Hamburg vor und nach dem Kriege. Hanseatische Studien. Deutsche Verlagsanstalt, Stuttgart und Berlin 1917. OCLC 475040943
- Stellungskämpfe bei Laon, Sommer 1917. Erinnerungen einer deutschen Division. Deutsche Verlagsanstalt, Stuttgart und Berlin 1918. OCLC 560193154
- als Hrsg.: Bürgermeister Mönckeberg. Eine Auswahl seiner Briefe und Aufzeichnungen. Deutsche Verlagsanstalt, Stuttgart und Berlin 1918. OCLC 786436367
- mit Max Hecker: Das Waldenburg-Quartett. (= Waldenburger Schriften, Band 1). Böhlau, Waldenburg i. S. 1921. OCLC 251297267
- Die Geister gehn um. Eine gespenstische Bildnisgalerie (= Waldenburger Schriften, Band 2). Hartung, Hamburg 1922. OCLC 251296866
- Rückblick. Gedicht. (In memoriam Carl Mönckeberg, gest. Jan. 1939) In: Das Inselschiff. Eine Zeitschrift für Freunde der Literatur und des schönen Buches, Nr. 20 (1938/39), S. 123.